# Danil Sadreev
Danil Marselevič Sadreev (in russo Данил Марселевич Садреев?; 7 maggio 2003) è un saltatore con gli sci russo.

## Biografia
Attivo in gare FIS dal febbraio del 2018, Sadreev ha esordito in Coppa del Mondo il 22 febbraio 2020 a Râșnov (squalificato) e ai Mondiali di volo a Planica 2020, dove si è classificato 31º nella gara individuale e 7º in quella a squadre; ai Mondiali juniores di Lahti/Vuokatti 2021 ha vinto la medaglia di bronzo nella gara a squadre e ai successivi Mondiali di Oberstdorf 2021, suo esordio iridato, si è classificato 25º nel trampolino normale, 43º nel trampolino lungo e 7º nella gara a squadre mista. Ai XXIV Giochi olimpici invernali di Pechino 2022, suo esordio olimpico, ha vinto la medaglia d'argento nella gara a squadre mista e si è classificato 8º nel trampolino normale, 16º nel trampolino lungo e 7º nella gara a squadre.

## Palmarès

### Olimpiadi
- 1 medaglia:
  - 1 argento (gara a squadre mista a Pechino 2022)

### Mondiali juniores
- 1 medaglia:
  - 1 bronzo (gara a squadre a Lahti/Vuokatti 2021)

### Coppa del Mondo
- Miglior piazzamento in classifica generale: 38ª nel 2022